# Laurence D. Fink
Laurence Douglas Fink, detto Larry (Los Angeles, 2 novembre 1952), è un imprenditore statunitense, miliardario, co-fondatore, presidente e amministratore delegato di BlackRock, una multinazionale americana di gestione degli investimenti. BlackRock è la più grande società di gestione del denaro al mondo, con oltre 10 trilioni di dollari di asset in gestione.  Nell'aprile 2024, il patrimonio netto di Fink è stato stimato in 1,2 miliardi di dollari secondo Forbes. Siede nel consiglio di amministrazione del World Economic Forum. Nel 2025, la rivista Time lo ha inserito nella lista delle 100 persone più influenti al mondo..

## Biografia
Nato nel novembre 1952 a Los Angeles in una famiglia di origine ebraica, il padre Frederick (1925–2013) era proprietario di un negozio di scarpe, la madre Lila (1930–2012) un'insegnante di inglese; ha studiato scienze politiche presso l'Università della California a Los Angeles. Ottenuto nel 1976 l'MBA presso la Graduate school of management nella stessa università, dapprima ha lavorato presso la First Boston, una grande banca di investimenti con sede a New York. Alla First Boston ha assunto cariche direttive fino a diventare il direttore generale e membro del comitato di gestione.

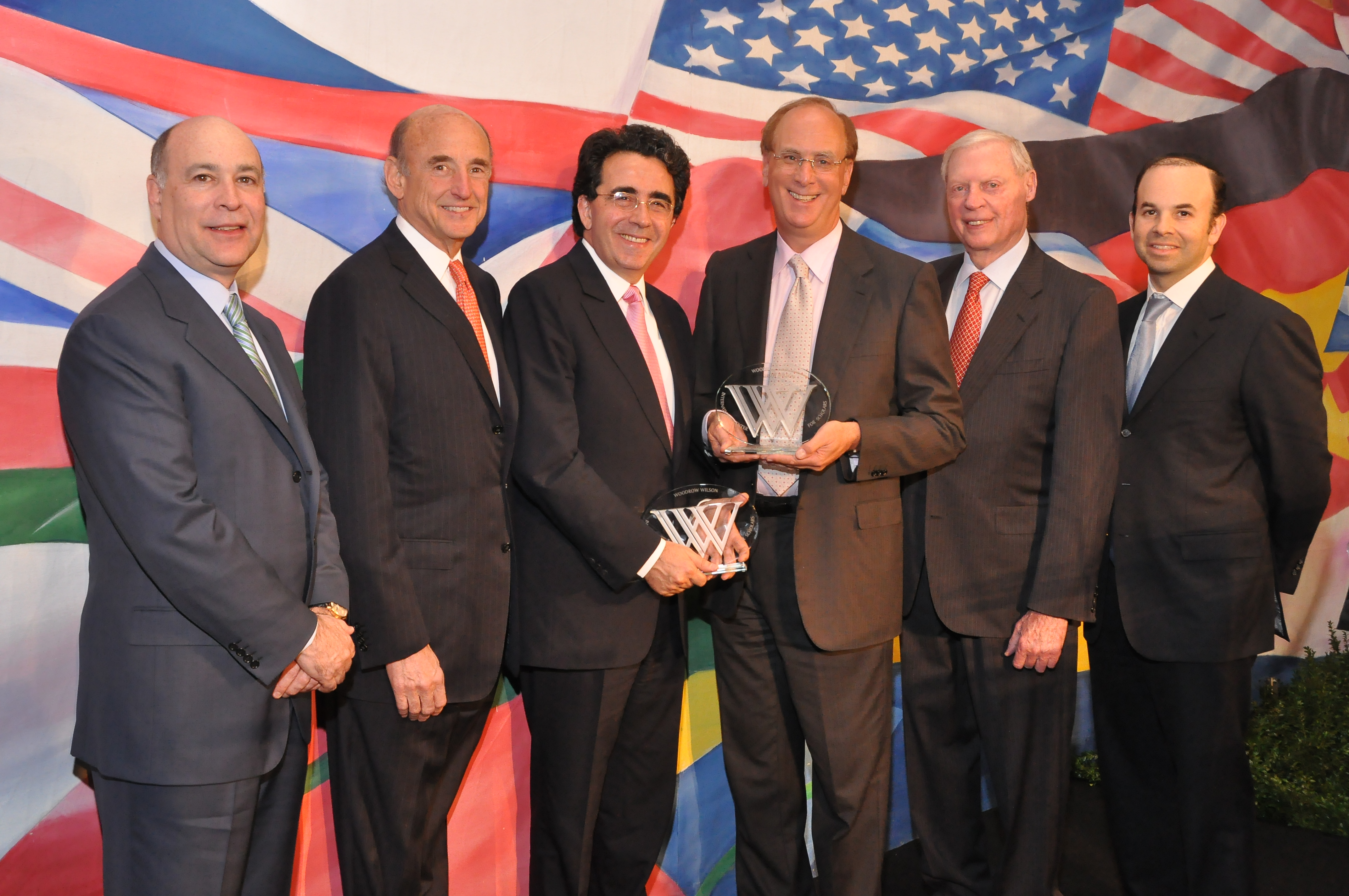
Larry Fink (terzo da destra) al Wilson Awards nell'aprile 2010

Vanity Fair scrisse nel 2010 che Fink aveva aumentato gli asset della First Boston di circa 1 miliardo di dollari. Ha avuto successo nella società fino al 1986 quando il suo dipartimento aveva perso 100 milioni di dollari a causa di una sua non corretta previsione di rialzo dei tassi di interesse quando invece erano crollati verticalmente.
si dimette dall'incarico e fonda BlackRock, come spin-off di Blackstone.
Nel 2006 ingloba Merrill Lynch Investment Managers (raddoppiando così gli asset della società) e nel 2009 Barclays Global Investors che porta in dote iShares, uno dei maggiori fornitori di ETF al mondo. Diventando il più grande gestore mondiale di risparmio.
La sua visione evoluta del modello di banca di investimenti si è raffinato a tal punto che oggi la società da lui gestita rappresenta uno dei leader mondiali nell'asset management. Sia Forbes che Business Week gli hanno dedicato, negli anni passati, un consistente numero di articoli.

## Vita privata
È sposato dal 1970 con Lori, dalla quale ha avuto 3 figli; Joshua, il primogenito, ricopre incarichi direttivi nell'hedge fund Enso Capital, del quale il padre è azionista di riferimento. Nel 2017 Larry Fink ha guadagnato 27,9 milioni di dollari.